# オールゲーム
オールゲーム (Allgame) はアーケードゲーム、ビデオゲーム、ゲーム機メーカーについての情報の商用データベースである。旧名称はAll Game Guide。
2013年8月、ロヴィはAMGの一般向けウェブサイトであるAllMusic.com、AllMovie.com、AllGame.comをオール・メディア・ネットワークに売却した。買収したオール・メディア・ネットワークにはSideReelの開設者とアックレル・キャピタル (Ackrell Capital) のマイク・アックレル (Mike Ackrell) がいる。
2014年12月12日に閉鎖された。